# Junon (Q186)
Pour les autres navires du même nom, voir La Junon.
La Junon est un sous-marin type Standard Amirauté T2 Minerve (numéro de coque Q186).

## Histoire
Lors de la Seconde Guerre mondiale le sous-marin est saisi par les Britanniques puis transféré aux FNFL le 27 juillet 1940. Il participe à de nombreuses opérations secrètes de dépose d'agents secrets notamment en Norvège (telle l'opération Musketoon), sous le commandement de Jean-Marie Querville, futur amiral.

## Commandants
- 6 août 1937 : lieutenant de vaisseau Raymond Attané[2].
- 1939-1940 : lieutenant de vaisseau Jean Garnuchot
- juin 1940 : lieutenant de vaisseau Léon Jaume
- juillet 1940 : lieutenant de vaisseau Pierre Sonneville
- 1941-1943 : capitaine de corvette Jean-Marie Querville
- 25 mars 1943 au 11 août 1944 : lieutenant de vaisseau Étienne Schlumberger
- 1944-1947 : lieutenant de vaisseau Jean Dischamps
- lieutenant de vaisseau Aimé Laurent
- lieutenant de vaisseau André Traonmilin
- lieutenant de vaisseau Tavernier[3]

## Personnalités ayant servi sur le navire
- François Le Guen (1913-1970), Compagnon de la Libération.